# سباستین رودی
سباستین رودی (آلمانی: Sebastian Rudy؛ زادهٔ ۲۸ فوریهٔ ۱۹۹۰) بازیکن فوتبال اهل آلمان است که در پست هافبک و مدافع بازی می‌کند.
وی همچنین در تیم ملی فوتبال آلمان بازی کرده‌است و در سال ۲۰۱۷ با این تیم قهرمان جام کنفدراسیون‌ها ۲۰۱۷ در روسیه شد.

## عملکرد باشگاهی

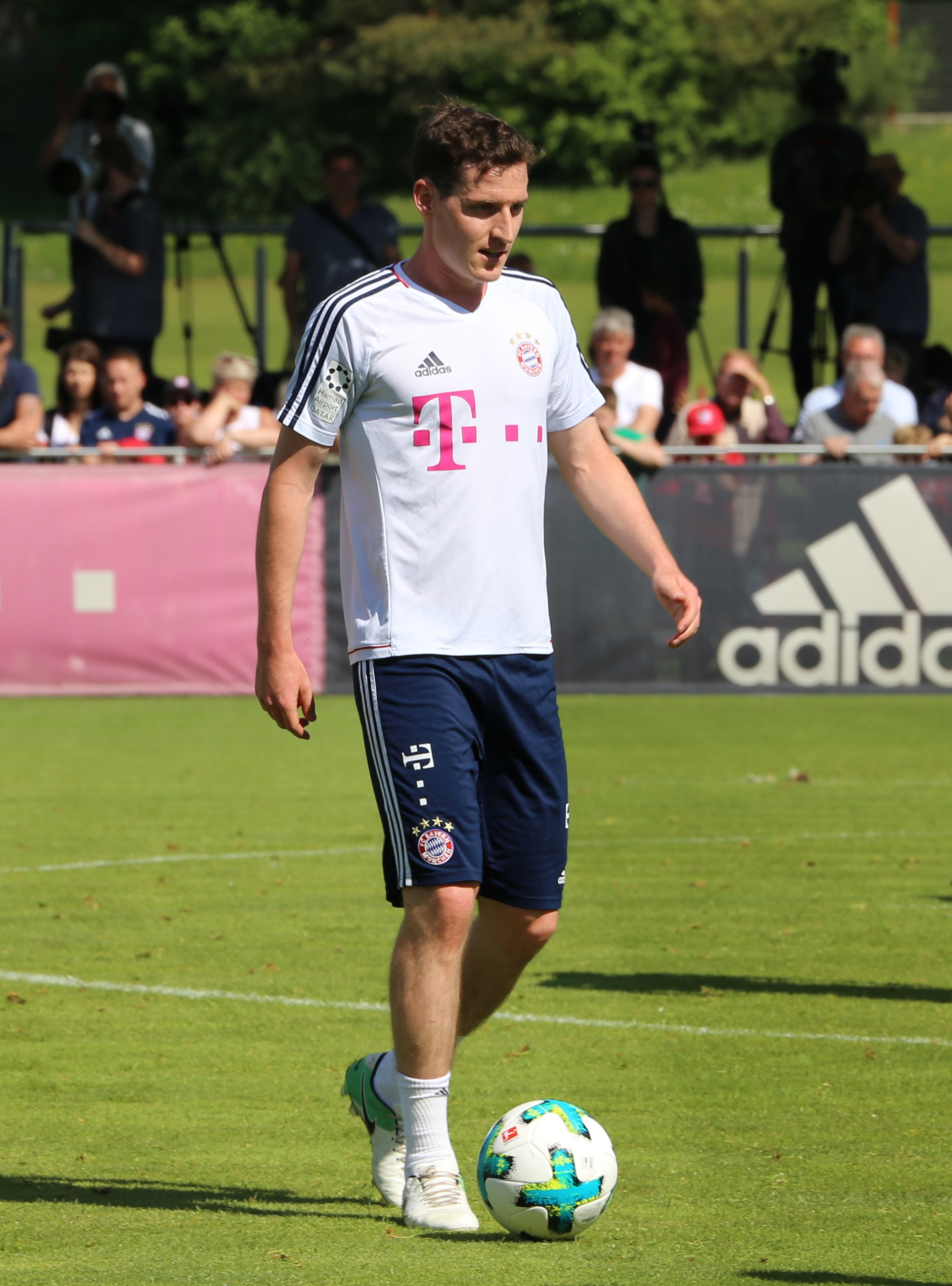
رودری در تمرینات بایرن مونیخ

### اشتوتگارت
رودی در سال ۲۰۰۳ به آکادمی جوانان اشتوتگارت پیوست و سال ۲۰۰۷ فعالیت بزرگسالان خود را با تیم ذخیره این باشگاه آغاز کرد و در لیگ نیمه حرفه ای رگوی نالیگا سود بازی کرد. او اولین بازی حرفه ای خود را با همان تیم در تازه تأسیس انجام داد در ۲ اوت ۲۰۰۸ برابر یونیون برلین. در تابستان سال ۲۰۰۸، وی همچنین با تیم اول اشتوتگارت قرارداد بست، که برای اولین بار در دور اول جام حذفی در ۱۰ اوت ۲۰۰۸ در پیروزی ۵–۰ مقابل هانا لونبورگ اولین بازی خود را انجام داد.

### هوفنهایم
رودی در سال ۲۰۱۰ به هوفنهایم نقل مکان کرد. در ۲۸ اوت ۲۰۱۰، رودی اولین بازی خود را در بوندسلیگا به عنوان جایگزین پنهل ملاپا در دقیقه ۸۹ در پیروزی ۱–۰ برابر سنت پائولی انجام داد. در ۵ فوریه ۲۰۱۱، او اولین گل خود را برای این باشگاه در پیروزی ۳–۲ مقابل کایزرسلاتن به ثمر رساند.

### بایرن مونیخ
در تاریخ ۱۵ ژانویه ۲۰۱۷، پس از انقضای قرارداد هوفنهایم، رودی در تاریخ ۱ ژوئیه ۲۰۱۷ به بایرن مونیخ منتقل شد. در ۶ اوت ۲۰۱۷، رودی در پیروزی ۵ بر ۴ در پنالتی مقابل بوروسیا دورتموند در بازی سوپرجام آلمان اولین بازی خود را انجام داد. وی در اولین دیدار بوندسلیگا با این باشگاه، از روی ضربه آزاد به هم تیمی تازه واردش در بایرن و هم تیمی سابقش در هوفنهایم نیکلاس زوله در پیروزی ۳–۱ برابر بایر لورکوزن پاس گل داد. رودی اولین گل خود را برای بایرن مونیخ در پیروزی ۳–۰ مقابل هانوفر در بوندس لیگا به ثمر رساند.

### شالکه ۰۴
در تاریخ ۲۷ اوت ۲۰۱۸، رودی با قراردادی چهار ساله با هزینه ای اعلام نشده به شالکه ۰۴ پیوست.
در تاریخ ۳۱ ژوئیه ۲۰۱۹، رودی در یک قرارداد قرضی به هافنهایم بازگشت.

## عملکرد بین‌المللی
رودی در تاریخ ۱۳ مه ۲۰۱۴ در بازی دوستانه مقابل لهستان در هامبورگ برای تیم بزرگسالان آلمان بازی کرد. در تاریخ ۶ اکتبر ۲۰۱۷، رودی با پیروزی ۳–۱ مقابل ایرلند شمالی، اولین گل بین‌المللی خود را از خارج از محوطه جریمه به ثمر رساند و این سریعترین گل آلمان در مسابقات مقدماتی جام جهانی بود که در دقیقه ۲ بازی به ثمر رسید.
در ۴ ژوئن ۲۰۱۸، رودی در ترکیب ۲۳ نفره نهایی یواخیم لوو برای حضور در جام جهانی فیفا ۲۰۱۸ معرفی شد.

## افتخارات

### باشگاهی

#### بایرن مونیخ
- بوندس لیگا:۱۸–۲۰۱۷
- سوپر جام فوتبال آلمان:۲۰۱۷، ۲۰۱۸

### بین‌المللی

#### آلمان
- جام کنفدراسیون‌ها :۲۰۱۷
- مقام سوم جام جهانی فوتبال زیر ۱۷ سال:۲۰۰۷

### فردی
- مدال نقره زیر ۱۸ سال مسابقات فریتز والتر:۲۰۰۸
- بهترین پاسور جام حذفی فوتبال آلمان:۱۵–۲۰۱۴